# Saint-Maixent-l'École

Saint-Maixent-l'École este o comună în departamentul Deux-Sèvres, Franța. În 2009 avea o populație de 7,490 de locuitori.